# Kragenflasche

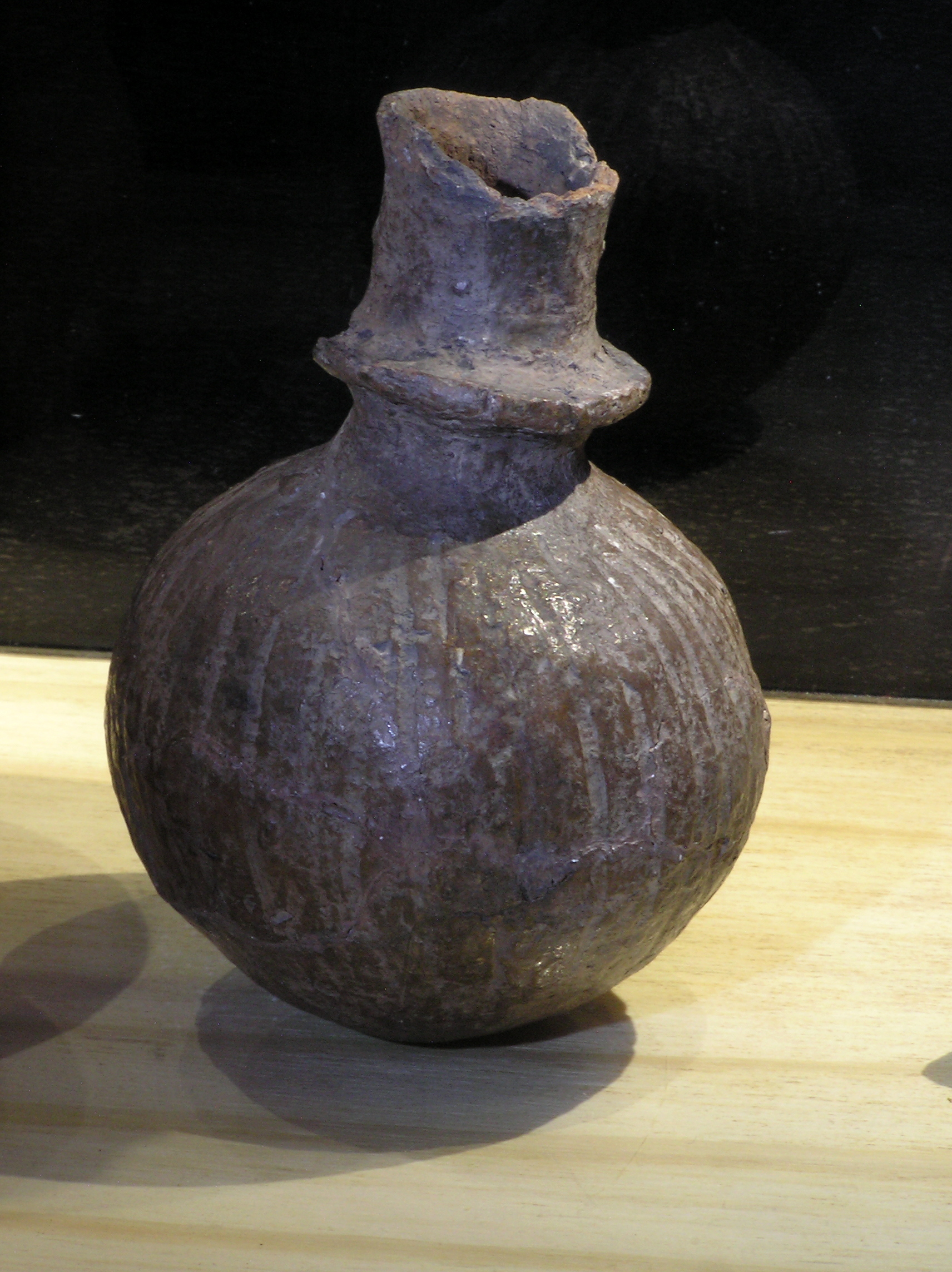
Kragenflasche. Archäologisches Museum Hamburg

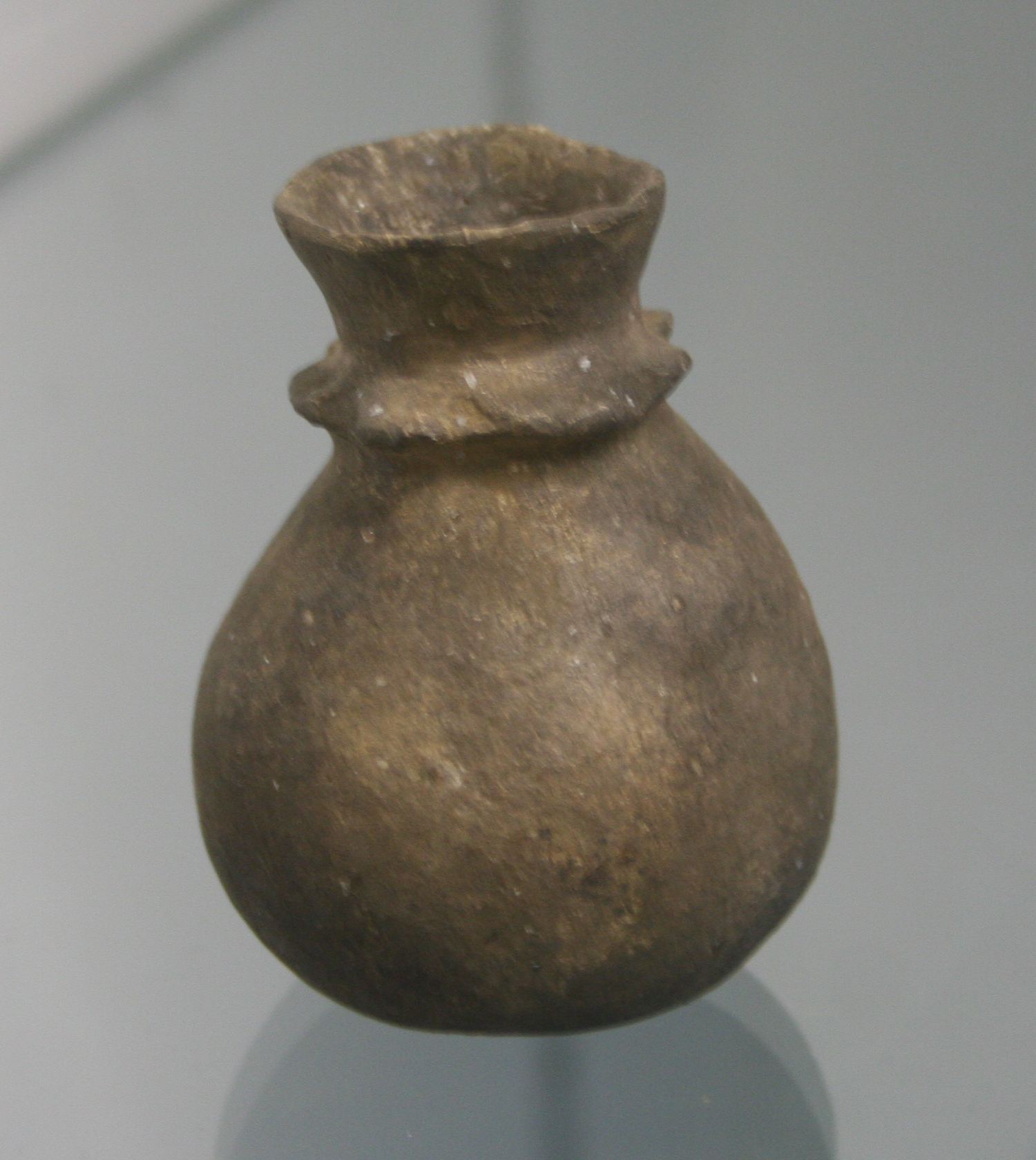
Kragenflasche, Regionalmuseum Fritzlar

Die Kragenflasche (dänisch Dysseflaske oder Kraveflaske; präziser bezeichnet auf schwedisch Kraghalsflaska – Kragenhalsflasche) ist für die spätere Trichterbecherkultur (TBK – 3900–2800 v. Chr.) typisch. Man spricht von einem Kragenflaschenhorizont. Jażdżewski (1908–1985) wies darauf hin, dass die Laufzeit der Kragenflasche kürzer ist als die des Trichterbechers. Kragenflaschen kommen in Gräbern und Siedlungen vor. Einzelne dickwandige, grobe und unverzierte Flaschen wurden in dänischen Mooren gefunden.

## Verbreitung
Das Zentrum der Verbreitung liegt auf den dänischen Inseln, im westlichen Ostseegebiet und im Weser-Ems-Gebiet. Die Kragenflaschen verschmähen laut Knöll die Nordseeküste und das Gezeitenareal der Vlaardingen-Kultur im Rheinmündungsgebiet.
Kragenflaschen finden sich in folgenden Kulturen und Regionen:
- TBK: (Niederlande, Deutschland, Polen, Dänemark – keramische B-Gruppe), Schweden (im Slutarpsdösen)
- Wartberg-Kultur
- Bretagne (sechs Stück)
- Normandie ein Exemplar in einer Megalithanlage an der Kanalküste.
- In Kleinpolen sind Kragenflaschen häufig. In der Siedlung von Książnice Wielkie im Bezirk Pińczów waren Trichterbecher und Kragenflaschen die häufigsten Keramikformen.[3]

## Form
Kleines, kugelig-flaschenartiges, oft dünnwandiges Gefäß mit flachem Boden, schmalem Hals und ringartiger Halskrause. Die Höhe liegt zwischen 8 und 12 cm. Der bauchige Körper kann rund oder doppelkonisch geformt sein, eventuell auch durch einen Schulterumbruch gegliedert werden. Der enge Hals wird etwa in der Mitte seiner Länge durch einen Ring unterbrochen, der von außen angesetzt oder von innen aus dem Hals herausgedrückt wurde. Dieser „Kragen“ gab dem Gefäß seinen Namen. Vorbild für die Kragenflaschen könnten in Ton umgesetzte bereits zuvor versteifte Behältnisse aus Tierblasen sein, wie mitunter Rippen oder Ritzlinien auf dem Rundkörper deutlich machen. Der Bauch ist häufig mit Strichen, Fransen, Punkten, Kreuzen, Leiterbändern oder Schnurabdrücken verziert. Die Auskragung kann ebenfalls bemustert sein, desgleichen kommen Randkerben am Gefäß vor. Im Südosten des Verbreitungsgebietes schmücken sich Randgruppen dieser Spezies auch mit Henkeln oder Füßen. Eine Kragenflasche mit Doppeltülle wurde im Großsteingrab Tannenhausen in Ostfriesland gefunden.
Kragenflaschen sind aus Ringwülsten aufgebaut.

## Nutzung
Kragenflaschen gehören, zusammen mit einhenkligen Krügen und Amphoren, zu der typischen Grabkeramik der Trichterbecherkultur. Diese Grabgefäße sind oft sehr sorglos hergestellt, asymmetrisch, wenig bis gar nicht gemagert und schlecht gebrannt.
Eine mit Schwefel gefüllten Kragenflasche aus der Siedlung Gellenerdeich (Oldenburg, Niedersachsen) weist auf eine Verwendung als Medizinfläschchen hin. Der ehemals flüssige Inhalt anderer Kragenflaschen bestand aus pflanzlichen Ölen. Mit einem Stöpsel verschlossen, konnten die Kragenflaschen zur Aufbewahrung kostbarer Flüssigkeiten dienen.
Dolmen und Erdgräber mit Einzelbestattungen enthielten meist nur eine Kragenflasche. Mehrfach genutzte Gräber können mehrere Kragenflaschen enthalten, z. B. wurden in Dötlingen in Oldenburg in verschiedenen Verfüllungsschichten die Reste von 27 Kragenflaschen entdeckt. Kragenflaschen (vermutlich gefüllt) gehörten zum Grabinventar und stellen oft die einzige erhaltene Beigabe dar. Ein Erdgrab von Laschendorf, Malchow im Landkreis Mecklenburgische Seenplatte, wo der Hocker entgegen der allgemeinen Regel auf der linken Seite lag, enthielt neben einer Kragenflasche eine gerippte Pfeife, Schlag- und Klanginstrumente, und einen Belemnit, der zum großen Teil geschliffen war.

## Genese
Andrew Sherratt nimmt an, dass die Kragenflasche in Mitteleuropa entstand und sich von da aus nach Dänemark verbreitete. Gordon Childe suchte den Ursprung der Kragenflasche in der Maikop-Kultur bzw. dem Kurgan von Maikop nahm diese Ansicht aber später zurück.